# Pieter De Spiegeleer
Pieter De Spiegeleer, né le 2 octobre 1981 à Zottegem, est un homme politique belge, membre du Vlaams Belang (VB).

## Biographie
Pieter De Spiegeleer nait le 2 octobre 1981 à Zottegem.
Aux élections législatives fédérales de 2019, Pieter De Spiegeleer est élu à la Chambre des Représentants.